# Lương Tam Kỳ

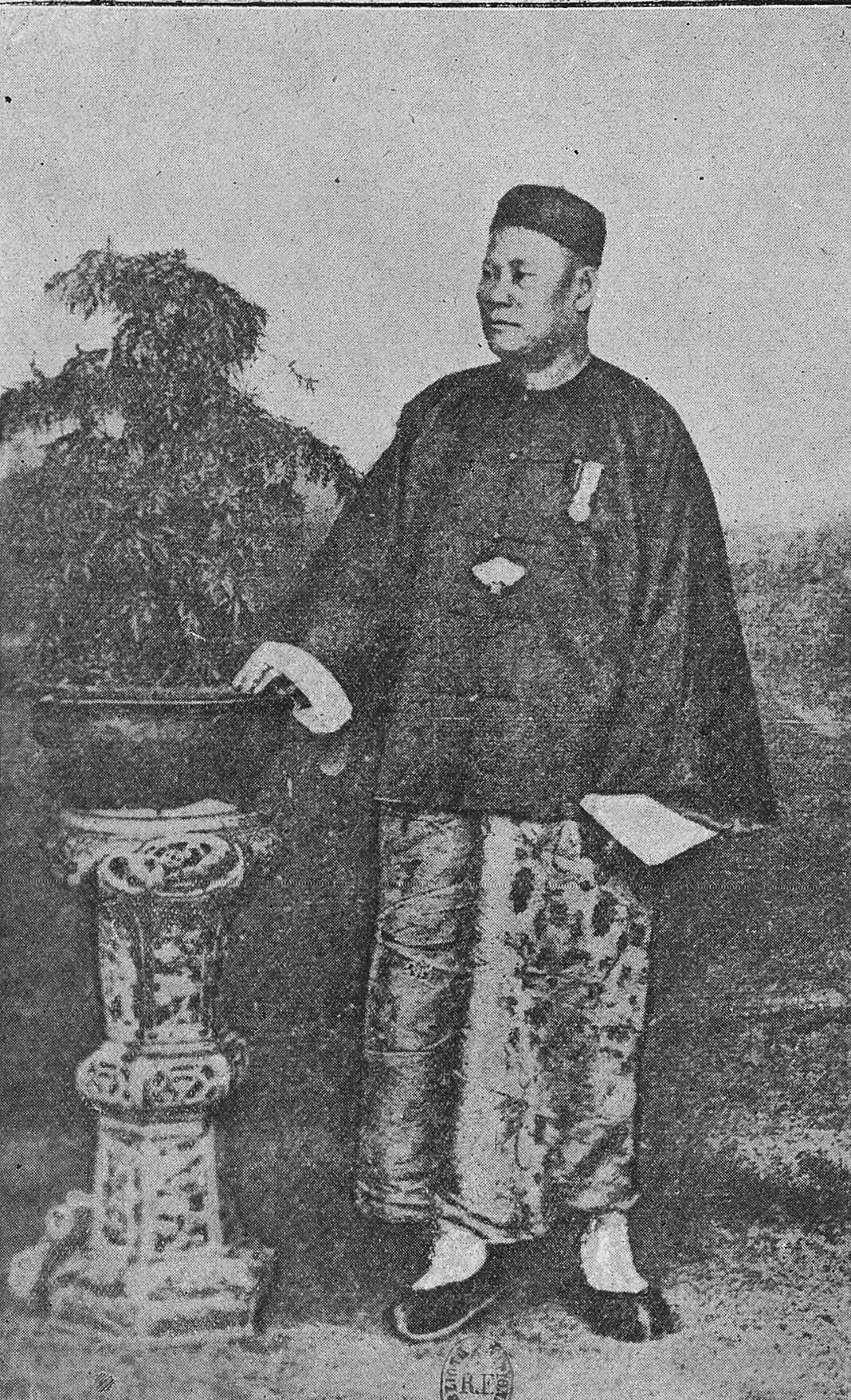
Lương Tam Kỳ

Lương Tam Kỳ (chữ Hán: 梁三奇; ?-?), còn được gọi là Lương Tam, là một thủ lĩnh gốc Trung Quốc hoạt động tại miền Bắc Việt Nam vào cuối thế kỷ 19, đầu thế kỷ 20.

## Xuất thân
Nhiều tài liệu ghi Lương Tam Kỳ là người Bản Thành, Khâm Châu (Trung Quốc), là một bộ tướng của thủ lĩnh quân Cờ Đen Lưu Vĩnh Phúc, thống lĩnh bộ hạ hoạt động ở vùng thượng du sông Hồng. Khi Biến cố Bắc Kỳ 1873 nổ ra, triều đình nhà Nguyễn hợp tác với quân Cờ Đen đánh phá quân Pháp tại Bắc Kỳ. Sau Chiến tranh Pháp-Thanh, Lưu Vĩnh Phúc về lại Trung Quốc, một bộ phận quân Cờ Đen cũng theo về nhưng bị triều đình nhà Thanh ép phải giải tán. Các toán quân tàn dư của quân Cờ Đen, Cờ Trắng, Cờ Vàng ở lại Bắc Kỳ, tụ họp lại thành thổ phỉ, lợi dụng tình hình bất ổn, chiếm cứ nhiều nơi. Nhóm của Lương Tam Kỳ chiếm cứ vùng Chợ Chu (Định Hóa, Thái Nguyên), mở rộng đến Tam Đảo (Vĩnh Phúc). Bộ chúng của Lương Tam Kỳ được tài liệu của người Pháp cho biết khá mạnh, được vũ trang với hơn 1.000 súng trường.

## Tham gia Cần Vương
Sau khi tập kích quân Pháp thất bại, kinh thành Huế thất thủ, Tôn Thất Thuyết lấy danh nghĩa của hoàng đế Hàm Nghi phát động Cần Vương. Lương Tam Kỳ suất lãnh bộ chúng hưởng ứng phong trào, cùng với Hoàng Hoa Thám ở Yên Thế, Đốc Tít ở Đông Triều, Đề Kiều ở Hưng Hóa, Cai Kinh ở Bắc Giang, Đốc Ngữ ở Thanh Sơn, Nguyễn Thiện Thuật ở Hưng Yên, Tạ Hiện ở Thái Bình liên kết hỗ trợ thanh viện.
Năm 1887, nhân vụ tướng Xiêm là Chamun Waiworanat kéo quân chiếm lấy kinh đô Luang Prabang rồi đánh tràn lên Sầm Nưa và Sipsong Chuthai, bắt được mấy người con của chúa Thái là Cầm Sinh (tức Đèo Văn Sinh) làm con tin rồi rút quân về Xiêm. Cầm Sinh hay tin giận lắm, phái con là Cầm Oum (tức Đèo Văn Trị đánh sang Lào để trả thù. Cầm Oum liên kết với Lương Tam Kỳ, tháng 7 năm 1887, liên quân đánh phá Luang Prabang, giết chết phó vương Souvanna Phouma, khiến viên ủy viên Xiêm cùng đạo quân Xiêm đồn trú chạy trốn. Vua Lào là Oun Kham của Luang Prabang và Auguste Pavie, lúc bấy giờ đang cùng phái đoàn đi thám hiểm vùng Thượng Lào cũng phải bỏ chạy, xuôi sông Mêkông về đến Pak Lay. Sự việc này là động lực trực tiếp khiến Luang Prabang bỏ Xiêm và báo cho Pavie, muốn Pháp bảo hộ.

## Quy phục người Pháp
Lương Tam Kỳ từng có quan hệ qua lại với lực lượng khởi nghĩa của Hoàng Hoa Thám, nhưng không rõ có vai trò cụ thể ra sao.
Sau khi bắt được vua Hàm Nghi, thực dân Pháp lệnh cho Tổng đốc Hải Dương Hoàng Cao Khải tăng cường trấn áp phong trào Cần Vương. Người Pháp tập trung lực lượng tấn công vào quân Bãi Sậy, bên cạnh đó, lấy danh nghĩa triều đình Đồng Khánh để chiêu an các lộ nghĩa quân. Năm 1889, Pháp đem quân tấn công gây áp lực. Lương Tam Kỳ xin hàng với điều kiện được chia đất cai trị và được trả lương. Phủ toàn quyền Pháp đồng ý, giao cho Lương Tam Kỳ cai quản 4 tổng gần Chợ Chu và 42,000 đồng Đông Dương một năm. Lương Tam Kỳ ở yên trong 4 tổng đó và quân Pháp cũng không được vào 4 tổng đó. Lương Tam Kỳ giữ đúng lời hứa cho đến khi chết già. Con nuôi Lương Tam Kỳ là Lương Văn Phúc cũng được người Pháp bổ nhiệm làm Tri huyện Thái Nguyên.

## Liên can cái chết của Đề Thám
Năm 1909, Thống sứ Bắc Kỳ đã huy động 15.000 quân chính quy và lính khố xanh, 400 lính dõng là một lực lượng lớn nhất từ trước tới lúc đó do Đại tá Bataille chỉ huy tổng tấn công vào căn cứ Yên Thế. Trong vòng 1 năm, nghĩa quân thiệt hại nặng nề, gần như tan rã.
Nhận định thủ lĩnh Đề Thám suy yếu lực lượng, sẽ tìm cách dựa vào Lương Tam Kỳ để gầy dựng lại, Toàn quyền Albert Sarraut đã chỉ thị cho Thống sứ Bắc Kỳ Jules Simoni và chỉ huy trưởng quân Pháp là Đại tá Bouchet chiêu dụ Lương Tam Kỳ trợ lực người Pháp để lùng bắt Đề Thám đang ẩn nấp ở vùng Chợ Chu.
Đầu tháng 1 năm 1913, ba thủ hạ thân tín của cha con Lương Tam Kỳ đến Yên Thế, xin theo hầu Đề Thám. Do từng có mối liên hệ với Lương Tam Kỳ trước đây nên Đề Thám nhận lời. Tuy nhiên, rạng sáng 10 tháng 2 năm 1913, tại vùng Hố Lẩy, ba người này đã xuống tay hạ thủ, giết chết Đề Thám trong lúc ông đang ngủ. Thủ cấp của Đề Thám được đem về cho Lương Tam Kỳ giao lại cho người Pháp.
Hành trạng sau này của Lương Tam Kỳ không được ghi chép rõ.